# レオン・ドラクロワ

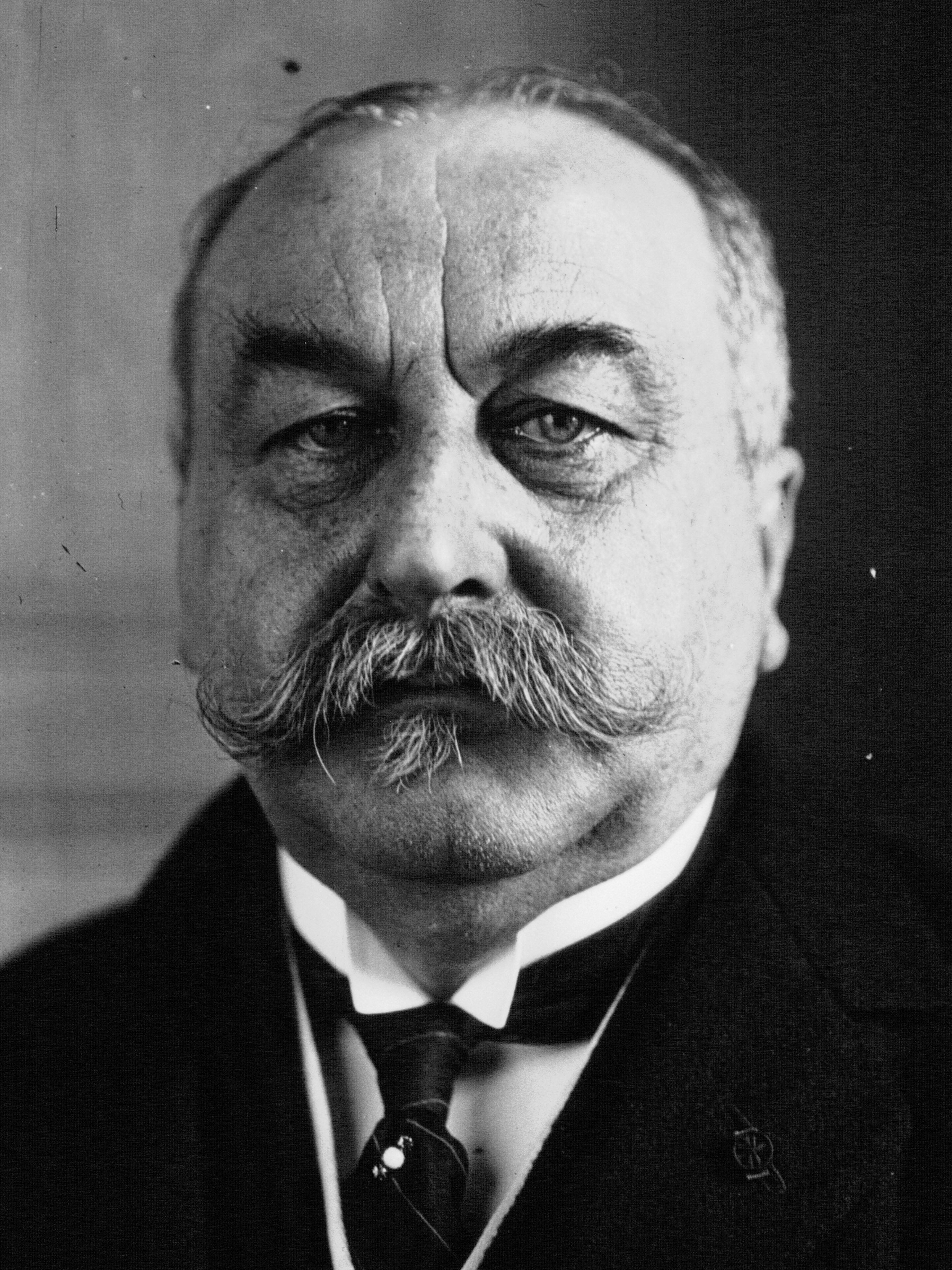
レオン・ドラクロワ

レオン・フレデリック・ギュスターヴ・ドラクロワ（Léon Fréderic Gustave Delacroix, 1867年12月27日 - 1929年10月15日）は、ベルギーの政治家。1918年から1920年まで首相を務めた。
ブリュッセルのサン＝ジョス＝タン＝ノード（Saint-Josse-ten-Noode）で生まれたドラクロワは、ブリュッセル自由大学で法学を学び、1889年にブリュッセルで弁護士になった。1908年から1911年まで、イクセル（Ixelles）の議員を務め、1909年には破棄院の弁護士となった。1917年から1918年まで破棄院の弁護士会会長を務め、1919年から1921年まで、カトリック党の代議院議員を務めた。
第一次世界大戦の復興の最中の1918年、国王アルベール1世に指名されて、カトリック党、自由党、労働党の3党による挙国一致内閣の首班となり、首相に就任した。
それまでベルギーでは、行政府の首長のことをChef de cabinet（フランス語）と呼んでおり、首相（フランス語：Premiers ministres, オランダ語：Premier）という肩書が使われたのはドラクロワが初めてである。
ドラクロワは財務大臣を兼任し、1920年8月から9月まで外務大臣も兼任した。
ドラクロワ内閣の下では初の男子普通選挙が実施され、所得税法、1日8時間労働を定めた労働法、酒類の販売制限法などが施行された。
首相退任後は1920年から1929年まで、パリに設置された賠償委員会のベルギー代表を務め、1929年10月15日にドイツのバーデン＝バーデンで死去した。

## 首相在任期間
- 第1次ドラクロワ内閣：1918年11月21日 - 1919年12月2日 （カトリック党、自由党、労働党）
- 第2次ドラクロワ内閣：1919年12月2日 - 1920年11月20日 （カトリック党、自由党、労働党）